# Клоатър
Клоатър (на френски: cloître, от латински claustrum – закрито място, по-късно – манастир) е термин за архитектурен елемент, свързан с религиозната архитектура. Аналогът му в гражданската архитектура е перистил.
Представлява покрита галерия около правоъгълен двор или вътрешна градина в романската и готическата църковна и манастирска архитектура, обикновено към дългата фасада на катедрала или манастирска църква. В средата обикновено има кладенец, от който тръгват алеи, разделящи двора на 4 части. Често клоатър се нарича и самият манастирски двор, окръжен от галерия. Обикновено се построяват към по-дългата южна фасада на храмовете.
Клоатри се правели и в средновековните университети и колежи, например в колежа „Света Магдалена“ в Оксфорд.
- Манастир „Санто Доминго де Силос“, Испания
- Клоатр в Муасак, Франция
- Църква „Санта Мария дела Паче“, Рим
- Катедрала на Монреале, Сицилия